# Ramón Estarelles Úbeda
Ramón Estarelles Úbeda (Valencia, 1904) fue un artista y político español.

## Biografía
Nació en Valencia en 1904. Cursó estudios en el Conservatorio de Música, trabajando con posterioridad en el mundo del teatro y el espectáculo.  Ello le llevaría a actuar en países como Venezuela, Francia, México, Filipinas, etc. Ingresó en el Partido Comunista de España (PCE) en 1934. Había contraído matrimonio con Amparo Aliaga el 25 de diciembre de 1927.Tras el estallido de la guerra civil pasó a formar parte del comisariado político del Ejército Popular de la República. En calidad de tal, ejercería como comisario de la 213.ª Brigada Mixta y de la 72.ª División.
Con la derrota republicana hubo de abandonar España y marchar al exilio, instalándose en la Unión Soviética. Allí trabajó en la Filarmónica de Moscú. Durante la Segunda Guerra Mundial fue voluntario en el Ejército Rojo, formando parte de la brigada artística de los frentes; sería condecorado con la medalla al trabajo.
Después de la contienda volvió a trabajar en la filarmónica y contrajo matrimonio con la malagueña Francisca Gómez Ruiz, también exiliada en la URSS.